# Boyecito
Boyecito är en ort i Mexiko.   Den ligger i kommunen Cadereyta de Montes och delstaten Querétaro Arteaga, i den sydöstra delen av landet, 140 km norr om huvudstaden Mexico City. Boyecito ligger 1 715 meter över havet och antalet invånare är 528.
Terrängen runt Boyecito är kuperad åt nordväst, men åt sydost är den platt. Runt Boyecito är det ganska tätbefolkat, med 60 invånare per kvadratkilometer. Närmaste större samhälle är Cadereyta de Montes, 18,4 km nordväst om Boyecito. Trakten runt Boyecito består i huvudsak av gräsmarker.